# Die Kärntner Volkshochschulen
Die Kärntner Volkshochschulen bezeichnet eine Erwachsenenbildungseinrichtung in Kärnten, Österreich, deren Hauptsitz sich in Klagenfurt befindet und die insgesamt über acht Bezirksstellenbüros verfügt. Die Volkshochschule ist autonomes Mitglied im Verband Österreichischer Volkshochschulen.
Der Verein „Kärntner Volkshochschulen“ wurde am 17. Oktober 1955 in Kärnten gegründet und am 25. September 2023 in eine gemeinnützige GmbH umgewandelt.

## Struktur
Die Kärntner VHS führen jährlich rund 3.000 Kurse für mehr als 20.000 Teilnehmende an 72 Kursorten in Kärnten durch. Das Kursangebot wird von rund 600 nebenberuflichen Kursleitenden und 80 hauptberuflichen Mitarbeiterinnen und Mitarbeitern geplant, organisiert und umgesetzt. Das Bildungsportfolio umfasst sieben Fachbereiche: Politik, Kultur und Gesellschaft, Basisbildung und Bildungsabschlüsse, Naturwissenschaften, Technik und Umwelt, IT, Medien und berufliche Bildung, Sprachen, Kunst, Kreativität und Kulinarik, Gesundheit und Bewegung.
Zudem sind die Kärntner Volkshochschulen in über 20 Projekten mit den Schwerpunkten Grundbildung, Integration, Beratung und Gesundheit tätig.
Seit 2022 betreiben die VHS zwei Jugendzentren in Klagenfurt.
1988 wurde den Kärntner Volkshochschulen das Kärntner Landeswappen verliehen. Die grundlegenden Prinzipien der Freiwilligkeit, der tiefen lokalen Verwurzelung und der punktuellen, persönlichen Initiativen machen jede Volkshochschule unvergleichlich.
Die Kärntner VHS arbeitet mit den örtlichen Hochschulen, also der Alpen-Adria-Universität Klagenfurt, der Pädagogischen Hochschule und der Fachhochschule Kärnten, zusammen.

## Geschichte

### Die drei Gründungen der Kärntner Volkshochschulen
Die Kärntner Volkshochschulen können auf drei Gründungen zurückblicken.

#### Die erste Gründung
Den Beginn der Kärntner Volkshochschulen markiert, knapp ein halbes Jahrhundert später als in anderen Bundesländern, 1919 die Gründung eines Kärntner Volksbildungsvereines, der in diesem Jahr eine Bezirksgruppe Klagenfurt gründet. Als seine vorrangigen Aufgaben verstand dieser das ländliche Vortragswesen und die volkstümliche Kunstpflege. Es folgen Bezirksgruppen des Volksbildungsvereins in St. Veit und Feldkirchen, ehe 1920 die Bezirksgruppe Villach gegründet wird. Explizit ausgeschlossen werden parteipolitische Vorträge, daher wird der Ausschuss mit Frauen und Männern verschiedener Gesinnung zusammengesetzt. Weitere Ortsgruppen sind in den Bezirkshauptstädten Völkermarkt und Wolfsberg belegt.

#### Die zweite Gründung: Volkshochschule für Jedermann
Ab 1934 fanden Volkshochschulgründungen unter den Vorzeichen des (Austro-)Faschismus statt. In dieser zweiten Gründungswelle wurden so genannte Volkshochschulen für Jedermann gegründet, die als Einrichtung für alle, unabhängig vom Grad der Vorbildung, zugänglich waren. Sie wurden ab Oktober 1934 in Klagenfurt und Villach durch die regierungsnahe Einheitsgewerkschaft, den Gewerkschaftsbund der österreichischen Arbeiter und Angestellten, und die Kammer für Arbeiter und Angestellte – seit 1. Jänner 1934 unter staatlicher Kuratel – gegründet, später auch in den Bergbauzentren Bleiberg, Ferndorf, Hüttenberg und Radenthein. Ziel der Volkshochschulen für Jedermann war das Einschwören der Bevölkerung auf die neuen gesellschaftlichen Ziele. Diese Volkshochschulen entsprechen nicht dem Anspruch der Volkshochschulen auf das Anregen zu geistiger Selbstständigkeit, sondern hatten vielmehr den Zweck, „den Weg zur wahren Volksgemeinschaft“ bahnen zu wollen.
Für die Zeit des Nationalsozialismus tut sich eine Forschungslücke auf. Die Liquidierung der Volkshochschule für Jedermann wird im Jahr 1938 vermutet.

#### Die dritte Gründung: nach 1945
Bereits gegen Ende des Krieges wurden Kurse an der Volkshochschule von der Klagenfurter Urania unter der Leitung von Manfred Lorenz reaktiviert. Dies bildete die Basis für die Gründung der Klagenfurter Volkshochschule durch die Kärntner Arbeiterkammer im September 1946. Die formelle Gründung konnte erst im Jahr 1946 erfolgen, da das Gesetz zur Wiedererrichtung der Kammern vom Juli 1945 von den Briten in der Besatzungszone erst Ende 1945 anerkannt wurde und sich die Arbeiterkammer Kärnten daher erst 1946 konstituieren konnte. Die pädagogische Leitung übernahm Manfred Lorenz, Direktor des Klagenfurter Realgymnasiums.

### Andere Volkshochschulen in Kärnten
Ein weiteres Spezifikum der Kärntner Volkshochschulen ist die parallele Existenz weiterer Volkshochschulen in Kärnten. 1920 wurde ein „Bund für ländliche Volkshochschulen“ gegründet. Über den Verlauf und die Auflösung des Bundes ist nichts Weiteres bekannt. Ab 1923 gab es eine Kärntner Urania, zunächst in Villach und anschließend weitere Gründungen in mehreren Kärntner Gemeinden von 1926 bis 1930.
Weiters existierte in Kärnten in der Zeit bis in die 1990er-Jahre eine von der Landwirtschaftskammer Kärnten getragene Volkshochschule. Bereits ab November 1957 wurde ein Bildungsbetrieb im Bäuerlichen Bildungsheim Krastowitz eingeführt. Die Vollversammlung der Landwirtschaftskammer beschloss am 28. Jänner 1963 die Gründung der Bäuerlichen Volkshochschule Dr. Arthur Lemisch. Die letzten Kurse unter dem Namen Volkshochschule fanden zu Beginn der 1990er Jahre statt.

### Starke historische Nähe zur Arbeiterkammer Kärnten
In der zweiten Republik sind die Kärntner Volkshochschulen eine Gründung der Arbeiterkammer Kärnten. Sie wurden als Verein gegründet, sind jedoch zum größten Teil von der Arbeiterkammer finanziert und erhalten umfangreiche Ressourcen wie Räumlichkeiten, Büroinfrastruktur und administrative Kapazitäten. Bis 1955 wurden die Kärntner Volkshochschulen – neben Einnahmen aus Teilnahmebeiträgen – von der Arbeiterkammer Kärnten großzügig finanziert. Die enge Verbindung von Kärntner Volkshochschulen und Arbeiterkammer wurde bis 1996 in ihrer Funktionärsstruktur deutlich. Der Obmann wurde vom Präsidenten der Arbeiterkammer Kärnten bekleidet, der Obmann-Stellvertreter vom Direktor der Arbeiterkammer. Bis 2015 wurden die Geschäftsführer vom Bildungsreferenten bzw. Bildungsabteilungsleiter der Arbeiterkammer Kärnten gestellt. Dies waren von 1955 bis 1980 Josef Gunzelmann, bis 1996 Arnold Altersberger und von 1996 bis 2015 Gerwin Müller. Im Jahr 2015 wurde die Geschäftsführung erstmals einer Nicht-Kammer-Mitarbeiterin, der bisherigen pädagogischen Referentin und ab 2006 stellvertretenden Geschäftsführerin der Kärntner Volkshochschulen, Beate Gfrerer, überantwortet.

### Vom Verein zur GmbH
Der 1955 gegründete Verein „Kärntner Volkshochschulen“ wurde am 25. September 2023 in eine gemeinnützige GmbH mit Hauptsitz in Klagenfurt umgewandelt. In der Errichtungserklärung zum Unternehmensgegenstand wird der Zweck in der Wahrung und in der Verbreitung des Volkshochschulgedankens festgehalten. Die Gesellschaft bezweckt ferner die Errichtung und Erhaltung örtlicher Volkshochschulen, die Vertretung der gemeinsamen ideellen Interessen der Volkshochschulen in Kärnten, Jugendfürsorge und Erwachsenen- und Berufsausbildung.

## Vorbereitung auf staatliche Prüfungen
Bereits ab den 1950er-Jahren etablierte sich an den Kärntner Volkshochschulen ein bundesweit neues Phänomen: Lehrveranstaltungen, die Teilnehmer auf staatliche Prüfungen vorbereiteten und Menschen neue Aufstiegsmöglichkeiten boten. Für den öffentlichen Dienst wurde die Beamten-Aufstiegsprüfung, die so genannte B-Matura, durchgeführt. Die Vorbereitungskurse wurden Anfang der 1960er eingestellt. Staatliche Abendschulen und die große Dichte an Maturantinnen und Maturanten im öffentlichen Dienst machten diese unnötig. Diese curricular gestützte, verbindliche Bildungsarbeit wurde bundesweit lange Zeit skeptisch gesehen, da sie nicht dem Wesen der freien Erwachsenenbildung entsprach. Daher setzte dieses Angebot an anderen österreichischen Volkshochschulen überwiegend erst in den 90er-Jahren ein. An den Kärntner Volkshochschulen hat die Umsetzung von staatlich anerkannten Prüfungen bis heute einen hohen Stellenwert. Dazu gehören das Nachholen von Bildungsabschlüssen wie Pflichtschulabschluss und der Berufsreifeprüfung. Zudem werden Vorbereitungsangebote zu Prüfungen z. B. zur Aufnahme in den Polizeidienst oder für Aufnahmeprüfungen an Universitäten umgesetzt. Zudem werden Deutsch-Prüfungen für Asyl- und subsidiär Schutzberechtigte mit Statuszuerkennung durchgeführt.

## Arbeitsschwerpunkt Projekte & Kooperationen
Gemessen am Anteil der Bevölkerung und in Relation zum Gesamtportfolio gibt es keine österreichische Volkshochschule, die einen derart großen Umfang an Projekten koordiniert wie die Kärntner Volkshochschulen. Sie sind auch die einzige österreichweite Volkshochschule, die ein eigenes Arbeitsfeld „Projekte/Programme“ geschaffen hat.
Mit dem Beitritt Österreichs zur EU 1995 verstärkten die Kärntner Volkshochschulen ihren Arbeitsbereich um europäische Bildungsprojekte. 2003 beliefen sich die Mittel zur Umsetzung von regionalen, nationalen und internationalen Projekten auf rund eine Million Euro im Jahr. 2023 wurden über vier Millionen Euro (davon 19 % EU-Mittel) zur Umsetzung gesellschaftspolitisch bedeutender Bildungs- und Beratungsprojekte von den Kärntner Volkshochschulen genutzt.
2007 wurde die „Kompetenzberatung Kärnten“, ab 2011 „Bildungsberatung Kärnten“, geschaffen. Seit 2017 sind die Kärntner Volkshochschulen Träger der anbieter:innenneutralen Vermittlungsstelle. Garant für die Wahrung der Neutralität ist der Beirat mit Vertretenden der Fördergeber (Land Kärnten, Arbeiterkammer Kärnten, Arbeitsmarktservice Kärnten), des Wirtschaftsförderungsinstituts Kärnten, der Alpen-Adria-Universität Klagenfurt und seit 2019 Vertretern der Industriellenvereinigung Kärnten, des IFA Kärnten, des Österreichischen Gewerkschaftsbundes, des Sozialministerium-Service, des Instituts für Arbeitsmigration und der Bildungsdirektion Kärnten.

## Kooperationen
Die Pflege des großen Netzwerks der Kärntner Volkshochschulen liegt im Selbstverständnis der Organisation. Zahlreiche bereichernde Kooperationen entstanden bzw. entstehen aus diesem breiten Netzwerk, das von der Zusammenarbeit mit Gemeinden, Vereinen, Museen, Schulen über die Mitarbeit in Arbeitsgruppen und Gremien bis hin zum Austausch mit engagierten Einzelpersonen reicht. Diese Kooperations- und Netzwerktätigkeiten sind seit 2012 in den Organisationsstatuten explizit als Vereinszweck unter § 2 / Abs. 2 / lit. F festgehalten: „Zusammenarbeit mit universitären und außeruniversitären Einrichtungen.“
Die Kooperation mit externen Organisationen hat eine lange Tradition, z. B. ist für die 1960er-Jahre bekannt, dass Gesundheitsprävention als thematische Neuerung an den Kärntner Volkshochschulen eingeführt wurde, wofür fast alle Primarii des Krankenhauses gewonnen werden konnten.

## Bundesweite Einflüsse
Einen bemerkenswerten Stellenwert hat das Engagement von Vertreterinnen und Vertretern der – vermeintlich – kleinen VHS Kärnten auf Bundesebene. Die Ausübung von Funktionen erfolgt bis heute sehr aktiv.
Seit 2019 fungiert Gerwin Müller, bis 2015 Geschäftsführer der Kärntner Volkshochschulen und seither Vorstandsvorsitzender der Kärntner Volkshochschulen, als Vorstandsvorsitzender des Verbandes Österreichischer Volkshochschulen. Damit bekleidet er als erster Kärntner das höchste Amt in diesem Verband.
Seit 2013 ist Beate Gfrerer, bis 2015 pädagogische Referentin und ab 2015 Geschäftsführerin der Kärntner Volkshochschulen, Vorsitzende des Pädagogischen Ausschusses des Verbandes Österreichischer Volkshochschulen.
Eine genuine Qualifizierungsinitiative des Landesverbandes, die Dozenten-Akademie (DozAk) ab 1999, war ein bedeutender Impuls, der von Kärnten in den Bund getragen wurde. Erfahrungen daraus flossen in die Entwicklung der österreichweiten Weiterbildungsakademie ein, ein seit 2007 bestehendes berufsbegleitendes Qualifizierungs- und Anerkennungssystem der Erwachsenenbildung in Österreich.

## VHS Grundbildung
Eine Vorreiterrolle nahmen die Kärntner Volkshochschulen seit dem Ende der 1990er-Jahre bei der Fokussierung auf bildungsbenachteiligte Gruppen ein. Auf institutioneller Ebene wurde für diesen Arbeitsschwerpunkt der kompensatorischen Bildungstätigkeit die österreichweit einzige VHS Grundbildung als fachspezifische, landesweit tätige und nicht regional gebundene Volkshochschule geschaffen.
Bis heute legen die Kärntner Volkshochschulen einen Schwerpunkt auf bildungsbenachteiligte Menschen. Neben der Entwicklung von Grundbildungsangebote, machen die Kärntner Volkshochschulen im Rahmen von Aktionstagen und intensiver Öffentlichkeitsarbeit auf den gegebenen Bedarf an Grund- bzw. Basisbildung aufmerksam, u. a. jährlich am Weltalphabetisierungstag am 8. September.